# نور (مياه ضحلة)

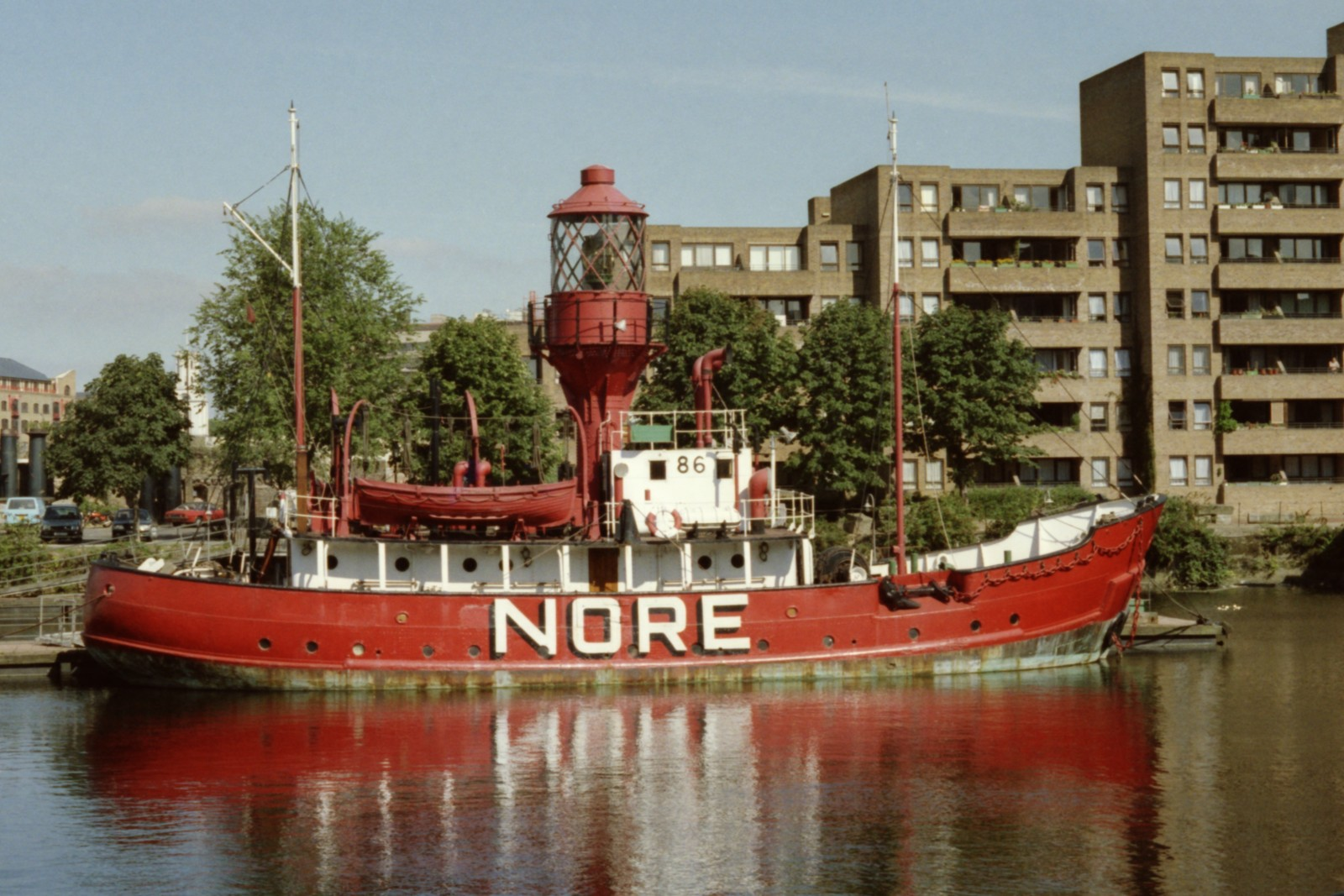

نور عبارة عن مياه ضحلة أو ضفة رملية عند مصب نهر التايمز في إنجلترا. ويمثل النقطة التي يلتقي فيها نهر التايمز مع بحر الشمال، في منتصف الطريق تقريبًا بين هافينغور كريك في إسيكس وواردين بوينت في جزيرة شيب في كنت.
حتى عام 1964، كان يمثل الحد البحري لسلطة ميناء لندن. نظرًا لأن الضفة الرملية كانت تشكل خطراً كبيراً على الشحن القادم من وإلى لندن، في عام 1732 حصل على أول سفينة إضاءة في العالم. أصبح هذا معلما رئيسيا، وكان يستخدم كنقطة تجميع للشحن. اليوم يتم تمييزها بواسطة عوامة بحر رقم 1.
أَطلق اسم نور على مرسى أو على طريق مفتوح، يستخدمه أسطول بحر الشمال الملكي، وقيادة RN المتمركزة هناك. كان موقع تمرد شهير في 1797.

## منارة عائمة
يمثل نور خطرًا على النقل البحري، لذا في عام 1732 كانت أول سفينة إضاءة في العالم ترسو عليها  في تجربة قام بها روبرت هامبلين، الذي ابتكر الفكرة. يجب أن تكون التجربة قد أثبتت نجاحها، لأنه بحلول عام 1819 كان لدى إنجلترا تسع أضواء. كانت السفينة «نور» التي تديرها «ترينيتي هاوس»، هيئة المنارة العامة في إنجلترا (وويلز وجزر القنال وجبل طارق).